# Soest (stacja kolejowa)
Soest – stacja kolejowa w Soest, w kraju związkowym Nadrenia Północna-Westfalia, w Niemczech. Znajdują się tu 2 perony.